# Каламазу (округ)
Шаблон:StateAbbr_ 42°14′ пн. ш. 85°32′ зх. д. / 42.24° пн. ш. 85.53° зх. д.
Округ Каламазу (англ. Kalamazoo County) — округ (графство) у штаті Мічиган, США. Ідентифікатор округу 26077.

## Історія
Округ утворений 1830 року.

## Демографія
За даними перепису
2000 року
загальне населення округу становило 238 603 осіб, зокрема міського населення було 191 627, а сільського — 46 976.
Серед мешканців округу чоловіків було 115 376, а жінок — 123 227. В окрузі було 93 479 домогосподарств, 57 936 родин, які мешкали в 99 250 будинках.
Середній розмір родини становив 3.
Віковий розподіл населення поданий у таблиці:
| Стать    | До 15 років | 15-21 | 22-29 | 30-39 | 40-49 | 50-65 | 65-85 | Понад 85 |
| -------- | ----------- | ----- | ----- | ----- | ----- | ----- | ----- | -------- |
| Чоловіки | 24591       | 15611 | 15078 | 16066 | 17240 | 15921 | 9918  | 951      |
| Жінки    | 23563       | 16651 | 14895 | 16488 | 18118 | 17233 | 13634 | 2645     |

## Суміжні округи
- Беррі — північний схід
- Калгун — схід
- Бранч — південний схід
- Сент-Джозеф — південь
- Кесс — південний захід
- Ван-Б'юрен — захід
- Аллеган — північний захід

## Виноски
1. ↑  U.S. Decennial Census. United States Census Bureau. Архів оригіналу за 26 квітня 2015. Процитовано 26 вересня 2014.
2. ↑  Historical Census Browser. University of Virginia Library. Архів оригіналу за 12 грудня 2009. Процитовано 26 вересня 2014.
3. ↑  Population of Counties by Decennial Census: 1900 to 1990. United States Census Bureau. Архів оригіналу за 15 лютого 2015. Процитовано 26 вересня 2014.
4. ↑  Census 2000 PHC-T-4. Ranking Tables for Counties: 1990 and 2000 (PDF). United States Census Bureau. Архів оригіналу (PDF) за 18 грудня 2014. Процитовано 26 вересня 2014.
5. ↑  State & County QuickFacts. United States Census Bureau. Архів оригіналу за 7 липня 2011. Процитовано 28 серпня 2013.
6. ↑  American FactFinder. Бюро перепису населення США. Архів оригіналу за 29 липня 2011. Процитовано 31 січня 2008.

| США | Це незавершена стаття з географії США. Ви можете допомогти проєкту, виправивши або дописавши її. |